# Sviňuchovití
Sviňuchovití (Phocoenidae) je čeleď malých ozubených kytovců, kteří se vyskytují v pelagických, pobřežních i říčních vodách obou polokoulí. Vzhledem i velikostí připomínají delfíny, jsou však příbuznější narvalovitým. Tato nevelká čeleď zahrnuje sedm druhů ve třech rodech. Sviňuchy se vyznačují podsaditým krátkým tělem do délky 2,5 m, krátkou (v případě rodu Neophocaena absentní) hřbetní ploutví, kuželovitou hlavou bez protažených čelistí a početnými zuby s dvou až tříhrotým zakončením připomínajícím zuby suchozemských savců. Jedná se o plachá zvířata, o jejichž biologii toho není příliš známo. Dobře prostudovaná je hlavně sviňucha obecná obývající severní části Tichého i Atlantského oceánu včetně Baltského, Černého a Egejského moře.
Jedná se převážně o samotářská zvířata, občas utváří menší skupinky. S výjimkou samice s mládětem udržují jen dočasné, flexibilní sociální vazby. Březost trvá kolem 11 měsíců, samice vrhají jedno mládě jednou za 1–3 roky. Jídelníček sviňuch se liší podle druhu a zahrnuje menší rybky, desetiramenatce i korýše. Nejedná se o příliš zdatné potápěče, typicky se ponořují do maximální hloubky několika desítek metrů na dobu do několika minut, i když sviňucha běloploutvá se umí potopit i do 500m hloubek. Hledání a identifikace potravy probíhá zrakem a echolokací. Sviňuchy ohrožuje hlavně rybolov tenatovými sítěmi, do kterých se mohou snadno zamotat a utonout, a rušivé vlivy člověka, jako je lodní doprava, znečištění moří nebo výstavba v pobřežních oblastech. Nejohroženějším druhem je kriticky ohrožená sviňucha kalifornská, jako ohrožená je hodnocena sviňucha Neophocaena asiaeorientalis, a sviňucha hladkohřbetá je považována za zranitelnou.

## Systematika

### Historické objevování sviňuch

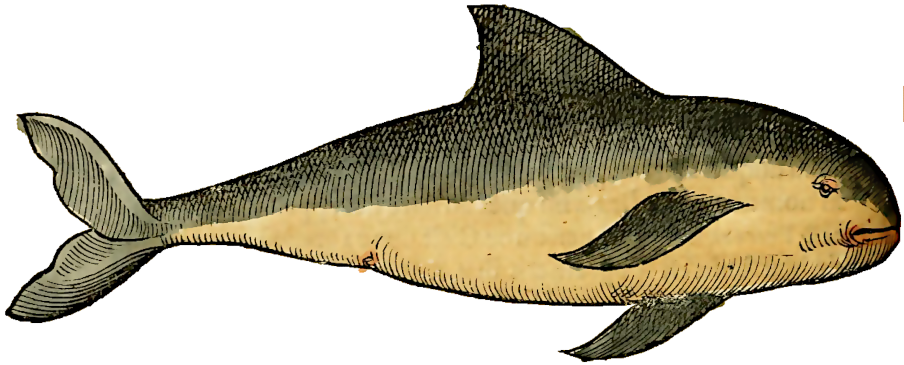
Ilustrace sviňuchy obecné od Pierra Belona z roku 1551

O sviňuchách se zmiňuje již Aristotelés ve svém díle Zkoumání živočichů (lat. Historia animalium), kde se snažil vytvořit klasifikační kategorie pro všechno živé od rostlin po člověka. Jednou z takových kategorií byli i kytovci zahrnující plejtváka myšoka, delfíny a sviňuchy, potažmo sviňuchy obecné, které se vyskytovaly a stále vyskytují v Černém a Egejském moři a podél Atlantského pobřeží. Tyto sviňuchy byly Evropanům přirozeně známy jako první. Na Aristotela navázal Plinius starší, který rovněž sviňuchy zařadil mezi kytovce. Francouzský přírodovědec 16. století Pierre Belon v roce 1551 publikoval ilustraci sviňuchy obecné společně s ilustrací embrya sviňuchy v placentě, což by mohlo vypovídat o tom, že měl možnost sviňuchu pitvat.
O sviňuchách se zmiňoval i francouzský přírodovědec Guillaume Rondelet, anglický přírodovědec Samuel Collins nebo britský filosof a přírodovědec Walter Charleton. Anglický anatom Edward Tyson zase poměrně podrobně popsal nervový systém sviňuch. Podle Tysona sviňuchy představovaly mezičlánek mezi suchozemskými savci a rybami. Jeden z prvních anatomických popisů dýchacích cest kytovců podal v roce 1671 John Ray na základě pitvy sviňuchy.

### Nomenklatura

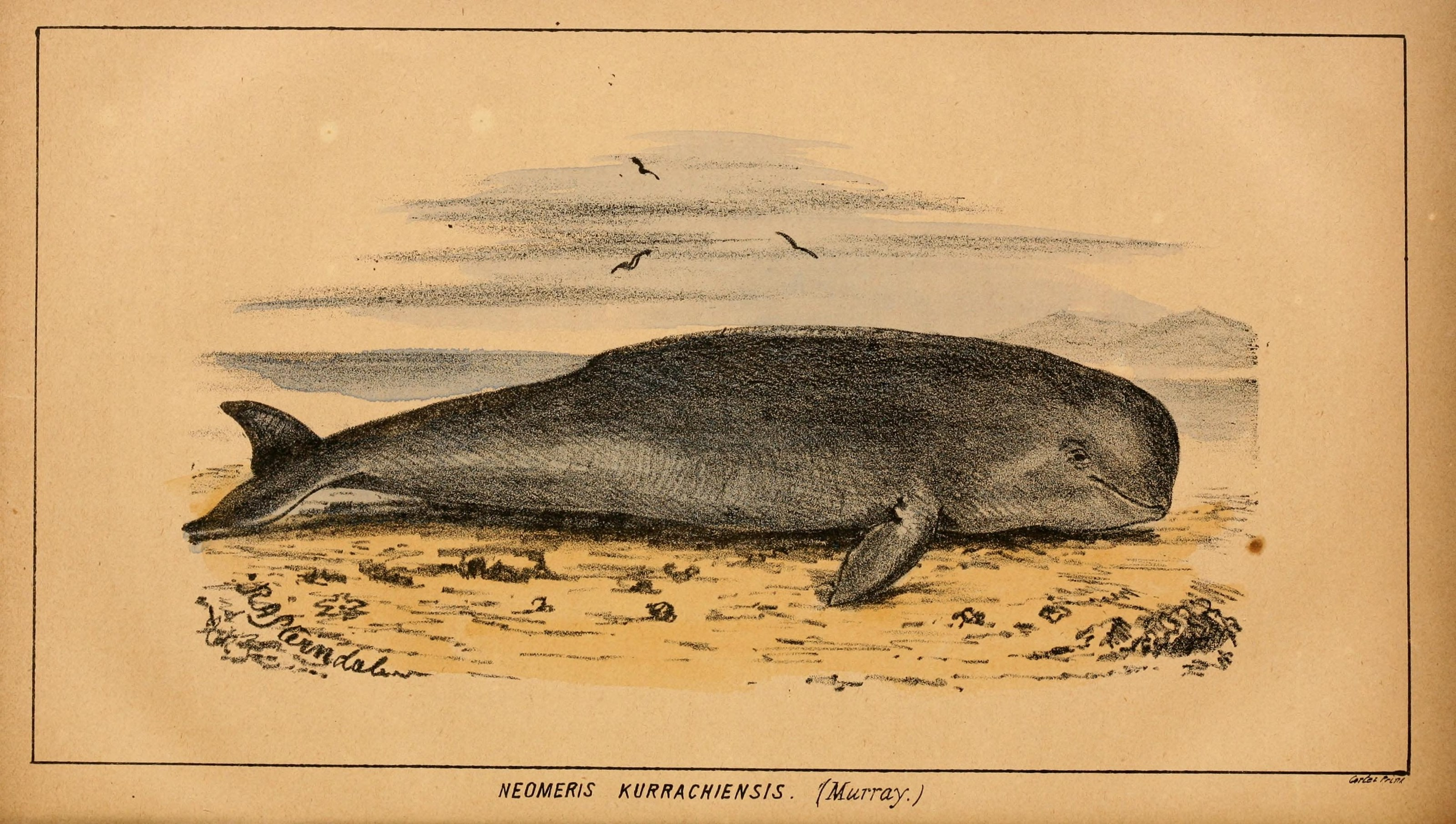
Kresba sviňuchy hladkohřbeté (1886)

Za formální autoritu sviňuchovitých se považuje britský biolog John Edward Gray. Gray v roce 1825 publikoval pracovní návrh rozdělení savců do čeledí a tribů, ve kterém sviňuchy představovaly skupinu s názvem Phocaenina v rámci čeledi delfínovitých (Delphinidae). Raní autoři 20. století, jako byli americký zoolog a botanik Gerrit Smith Miller Jr. (1923) nebo americký přírodovědec Remington Kellogg (1928), nejenže nevyčlenili pro sviňuchy samostatnou čeleď, nepřiřadili jim ani status podčeledi. O něco pozdější autoři, jako je nizozemský přírodovědec Everhard Johannes Slijper (1936) nebo dvojice britských autorů P. E. Purves a F. C. Fraser (1960), již klasifikovali sviňuchy jako samostatnou čeleď, což je do té doby v zásadě respektováno širší vědeckou komunitou.
Název čeledi Phocoenidae je variantou latinského phocaena nebo řeckého φώκαινα (phokaina), což v obou případech znamená „sviňucha“. V anglickém jazyce se sviňucha označuje jako porpoise, což je odvozeno z latinského porcus („prase“) a piscus („ryba“). Podobně i v dalších jazycích včetně češtiny má pojmenování čeledi spojitost s prasetem. V češtině výraz sviňucha použil již Jan Svatopluk Presl ve svém klasickém díle Ssavectvo.

### Seznam druhů
Sviňuchovití se tradičně rozdělují do tří rodů, kterými jsou Neophocaena, Phocoena a Phocoenoides. V minulosti sice došlo k pokusům zařadit Phocoenoides k Phocena (např. Simpson (1945)), avšak tyto rody jsou natolik odlišné, že je moderní taxonomie vyčleňuje zvlášť. Počet rozeznávaných druhů v rámci Neophocaena je již delší dobu předmětem taxonomických debat. Původně se jednalo o jeden druh se třemi poddruhy, od roku 2011 se začal rozeznávat jako samostatný druh Neophocaena asiaeorientalis, který zahrnuje sladkovodní poddruh asiaeorientalis z čínské řeky Jang-c’-ťiang a východoasijský poddruh sunameri. Rozdělení do dvou druhů potvrdila i studie z roku 2016, která ukázala, že mezi těmito druhy není žádný genový tok již od posledního glaciálního maxima (cca před 18 000 lety) a říční poddruh disponuje unikátními genetickými adaptacemi. Společnost pro mořskou mammalogii (The Society for Marine Mammalogy) rozeznává následujících sedm druhů sviňuch ve třech rodech:
- rod Neophocaena (Palmer, 1899)
  - Neophocaena phocaenoides (G. Cuvier, 1829) – sviňucha hladkohřbetá
  - Neophocaena asiaeorientalis (Pilleri and Gihr, 1972)
- rod Phocoena (G. Cuvier, 1816)
  - Phocoena dioptrica (Lahille, 1912) – sviňucha jižní
  - Phocoena phocoena (Linnaeus, 1758) – sviňucha obecná
  - Phocoena sinus (Norris & McFarland, 1958) – sviňucha kalifornská
  - Phocoena spinipinnis (Burmeister, 1865) – sviňucha černá
- rod Phocoenoides (Andrews, 1911)
  - Phocoenoides dalli (True, 1885) – sviňucha běloploutvá

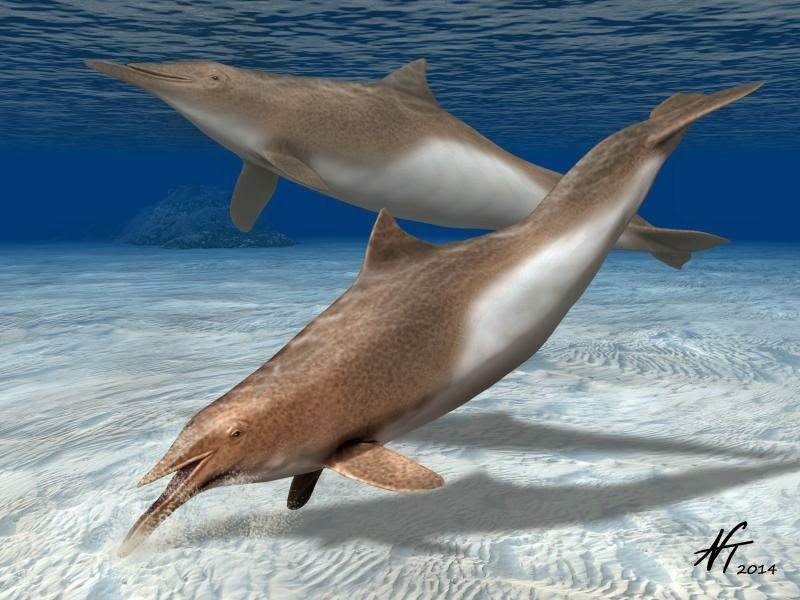
Umělecká představa Semirostrum ceruttii

Vedle výše zmíněných recentních rodů a druhů se ke sviňuchám řadí i řada fosilních taxonů jako:
- rod †Archaeophocaena
  - A. teshioensis
- rod †Australithax
  - Australithax intermedia

- rod †Haborophocoena[21]
  - H. toyoshimai
- rod †Lomacetus
  - L. ginsburgi
- rod †Loxolithax
  - L. sinuosa
- rod †Miophocaena
  - M. nishinoi
- rod †Numataphocoena[22]
  - N. yamashitai
- rod †Piscolithax
  - P. aenigmaticus
  - P. longirostris
  - P. boreios
  - P. tedfordi
- rod †Pterophocaena[23]
  - P. nishinoi
- rod †Salumiphocaena
  - S. stockton
- rod †Semirostrum[24]
  - S. ceruttii
- rod †Septemtriocetus[25]
  - S. bosselaersii

### Evoluce a fylogeneze
|  | delfínovití                                                  |
|  |                                                              |
|  | \| \| sviňuchovití \| \| \| \| \| \| narvalovití \| \| \| \| |
|  |                                                              |
|  | sviňuchovití                                                 |
|  |                                                              |
|  | narvalovití                                                  |
|  |                                                              |

Sviňuchovití se řadí mezi ozubené kytovce. I přes vizuální podobnost s delfíny nepředstavují nejbližší příbuzné sviňuch delfínovití, nýbrž narvalovití. Delfínovití, sviňuchovití a narvalovití utváří nadčeleď Delphinoidea, jejímž bazálním kladem jsou delfínovití, takže narvalovití a sviňuchovití představují později odvozenou sesterskou skupinu. Sviňuchovití se od narvalovitých vydělili snad někdy před 15 miliony lety. Nejstarším známým představitelem sviňuch je pozdně miocenní Salumiphocaena stocktoni, jejíž fosilie z jižní Kalifornie byly datovány do doby před asi 11 miliony lety. Jedním z bazálních zástupců je i sviňucha Pterophocaena nishinoi, jejíž fosilizované pozůstatky z doby před 9,2–9,3 miliony let byly objeveny v Japonsku.

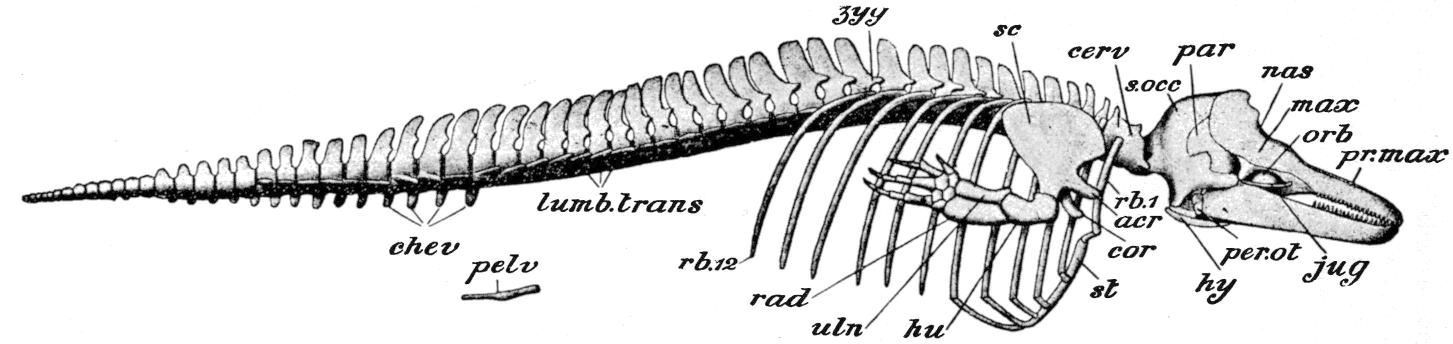
Kostra sviňuchy obecné

Až někdy do pozdního miocénu či pliocénu byli sviňuchovití (podobně jako delfínovití) druhově chudou skupinou a k jejich rapidní speciaci došlo až v následujícím období v souvislosti s významnými environmentálními změnami, jako byli změna klimatu a změny v oceánském proudění a produktivitě živin. Genetické i morfologické analýzy opakovaně ukázaly, že bazální linií sviňuch je rod Neophocaena. K vydělení ostatních sviňuch do samostatných linií došlo v posledních 4 milionech letech a genetické analýzy u některých druhů ukazují na řadu významných genetických kryptických linií. Hypotéza relativně recentní speciace sviňuch je podpořena i výsledky z morfologických studií. Rozsáhlá studie mitochondriální DNA z roku 2020 odhalila mezi sviňuchami následující vztahy:
|  | \| \| sviňucha obecná (Phocoena phocoena) \| \| \| \| \| \| sviňucha běloploutvá (Phocoenoides dalli) \| \| \| \| |
|  | |
|  | sviňucha obecná (Phocoena phocoena)                                                                               |
|  | |
|  | sviňucha běloploutvá (Phocoenoides dalli)                                                                         |
|  | |

|  | sviňucha obecná (Phocoena phocoena)       |
|  |                                           |
|  | sviňucha běloploutvá (Phocoenoides dalli) |
|  |                                           |

|  | sviňucha kalifornská (Phocoena sinus)                                                                         |
|  | |
|  | \| \| sviňucha černá (Phocoena spinipinnis) \| \| \| \| \| \| sviňucha jižní (Phocoena dioptrica) \| \| \| \| |
|  | |
|  | sviňucha černá (Phocoena spinipinnis)                                                                         |
|  | |
|  | sviňucha jižní (Phocoena dioptrica)                                                                           |
|  | |

|  | sviňucha černá (Phocoena spinipinnis) |
|  |                                       |
|  | sviňucha jižní (Phocoena dioptrica)   |
|  |                                       |

|  | \| \| sviňucha obecná (Phocoena phocoena) \| \| \| \| \| \| sviňucha běloploutvá (Phocoenoides dalli) \| \| \| \| |
|  | |
|  | sviňucha obecná (Phocoena phocoena)                                                                               |
|  | |
|  | sviňucha běloploutvá (Phocoenoides dalli)                                                                         |
|  | |

|  | sviňucha obecná (Phocoena phocoena)       |
|  |                                           |
|  | sviňucha běloploutvá (Phocoenoides dalli) |
|  |                                           |

|  | sviňucha kalifornská (Phocoena sinus)                                                                         |
|  | |
|  | \| \| sviňucha černá (Phocoena spinipinnis) \| \| \| \| \| \| sviňucha jižní (Phocoena dioptrica) \| \| \| \| |
|  | |
|  | sviňucha černá (Phocoena spinipinnis)                                                                         |
|  | |
|  | sviňucha jižní (Phocoena dioptrica)                                                                           |
|  | |

|  | sviňucha černá (Phocoena spinipinnis) |
|  |                                       |
|  | sviňucha jižní (Phocoena dioptrica)   |
|  |                                       |

|  | Neophocaena asiaeorientalis                       |
|  |                                                   |
|  | sviňucha hladkohřbetá (Neophocaena phocaenoidess) |
|  |                                                   |

|  | \| \| sviňucha obecná (Phocoena phocoena) \| \| \| \| \| \| sviňucha běloploutvá (Phocoenoides dalli) \| \| \| \| |
|  | |
|  | sviňucha obecná (Phocoena phocoena)                                                                               |
|  | |
|  | sviňucha běloploutvá (Phocoenoides dalli)                                                                         |
|  | |

|  | sviňucha obecná (Phocoena phocoena)       |
|  |                                           |
|  | sviňucha běloploutvá (Phocoenoides dalli) |
|  |                                           |

|  | sviňucha kalifornská (Phocoena sinus)                                                                         |
|  | |
|  | \| \| sviňucha černá (Phocoena spinipinnis) \| \| \| \| \| \| sviňucha jižní (Phocoena dioptrica) \| \| \| \| |
|  | |
|  | sviňucha černá (Phocoena spinipinnis)                                                                         |
|  | |
|  | sviňucha jižní (Phocoena dioptrica)                                                                           |
|  | |

|  | sviňucha černá (Phocoena spinipinnis) |
|  |                                       |
|  | sviňucha jižní (Phocoena dioptrica)   |
|  |                                       |

|  | \| \| sviňucha obecná (Phocoena phocoena) \| \| \| \| \| \| sviňucha běloploutvá (Phocoenoides dalli) \| \| \| \| |
|  | |
|  | sviňucha obecná (Phocoena phocoena)                                                                               |
|  | |
|  | sviňucha běloploutvá (Phocoenoides dalli)                                                                         |
|  | |

|  | sviňucha obecná (Phocoena phocoena)       |
|  |                                           |
|  | sviňucha běloploutvá (Phocoenoides dalli) |
|  |                                           |

|  | sviňucha kalifornská (Phocoena sinus)                                                                         |
|  | |
|  | \| \| sviňucha černá (Phocoena spinipinnis) \| \| \| \| \| \| sviňucha jižní (Phocoena dioptrica) \| \| \| \| |
|  | |
|  | sviňucha černá (Phocoena spinipinnis)                                                                         |
|  | |
|  | sviňucha jižní (Phocoena dioptrica)                                                                           |
|  | |

|  | sviňucha černá (Phocoena spinipinnis) |
|  |                                       |
|  | sviňucha jižní (Phocoena dioptrica)   |
|  |                                       |

|  | Neophocaena asiaeorientalis                       |
|  |                                                   |
|  | sviňucha hladkohřbetá (Neophocaena phocaenoidess) |
|  |                                                   |

U tichomořského pobřeží Severní Ameriky byli zaznamenáni kříženci sviňuchy obecné a sviňuchy běloploutvé.

## Popis

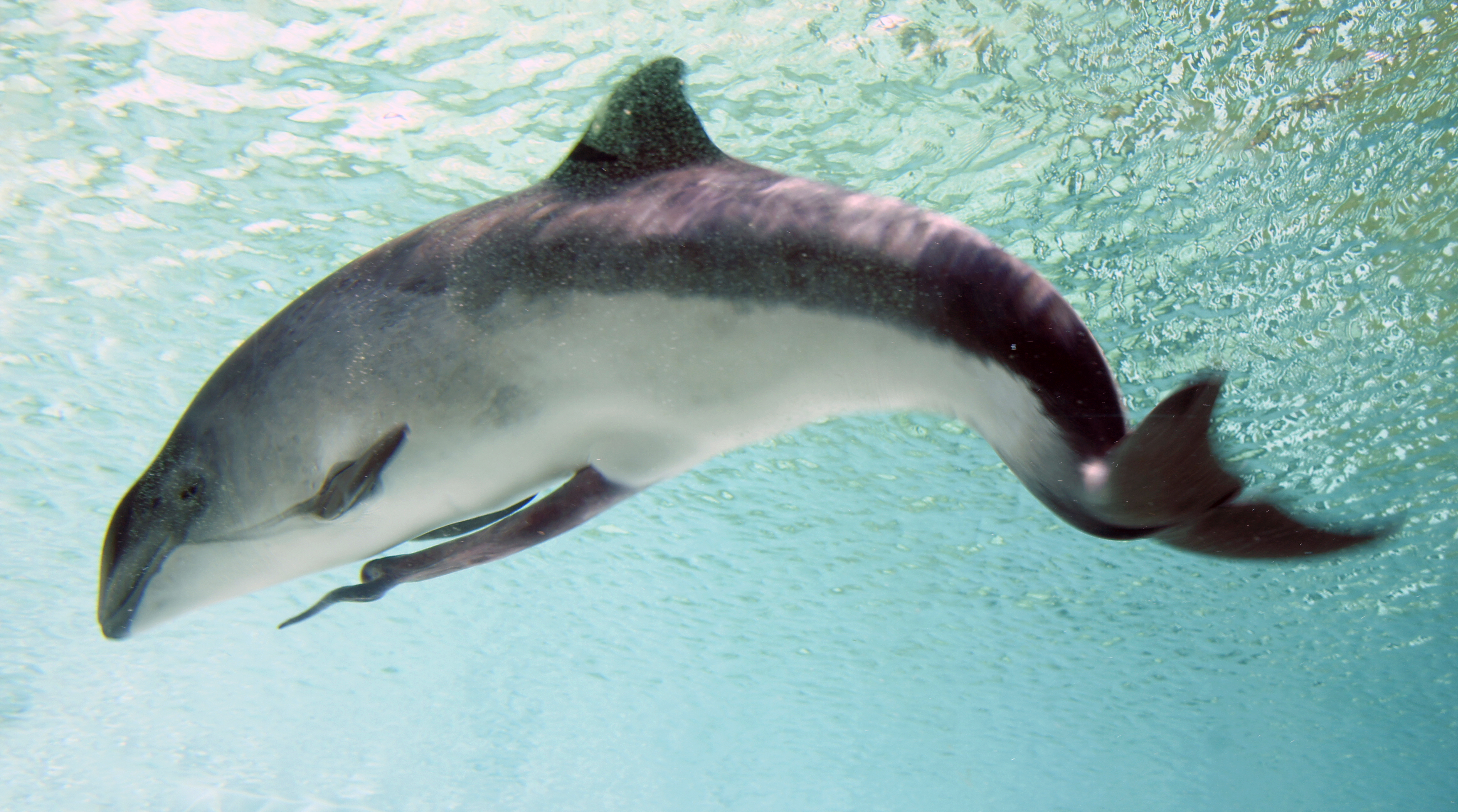
Sviňucha obecná

Všechny sviňuchy jsou vzhledem k ostatním kytovcům poměrně malé, žádná z nich svou délkou nepřesahuje 250 cm. Nejmenším zástupcem sviňuchovitých je sviňucha kalifornská, která dosahuje maximální délky 150 cm a váhy 50 kg, což z ní činí vůbec nejmenšího kytovce na světě. Největším zástupcem sviňuch je sviňucha běloploutvá. I přes relativně malou délku působí těla sviňuch robustním dojmem, a to mj. díky strmému vysokému čelu a kuželovité hlavě. Pigmentace kůže se liší podle druhu. Barva kůže se pohybuje od bílé přes různé odstíny šedé až po namodralou a černou. Většina sviňuch má kolem oka tmavou skvrnu různé intenzity a jejich těla jsou zbarvena protistínově, tzn. horní strana je tmavší než spodní. Na rozdíl od delfínovitých zcela postrádají externí rostrum (též zvané zobák), tzn. jejich čelisti nejsou protažené jako u delfínů. Liší se i zuby sviňuch, které se na rozdíl od kuželovitě tvarovaných zubů delfínů nápadně podobají zubům suchozemských savců – jsou bočně zploštělé, lopatkovitého tvaru a zakončeny nevýraznou dvou až tříhrotou korunkou, která bývá nejlépe vyvinuta v zadní části chrupu. Celkový počet zubů se pohybuje mezi 60–120.

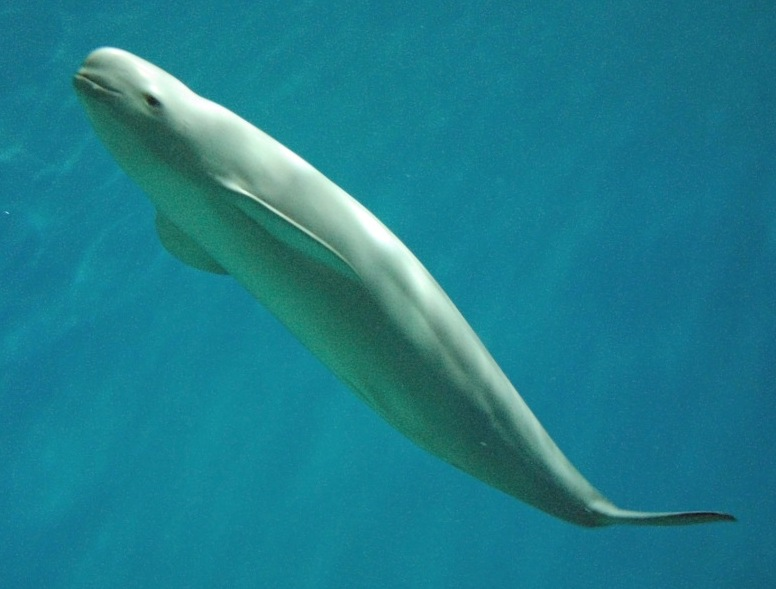
Neophocaena sp. s viditelnou absencí hřbetní ploutve

Ploutve jsou relativně krátké. U rodu Neophocaena dokonce zcela chybí hřbetní ploutev. Malá velikost (nebo dokonce absence hřbetní ploutve) je patrně důsledkem termoregulačních potřeb, jelikož sviňuchy disponují jen velmi malými těly na to, v jak studeném prostředí se pohybují (srv. např. s mnohonásobně většími plejtváky nebo velrybami). Lebka i postkraniální kostra vykazují silné znaky pedomorfózy, tzn. lebka a kostra dospělce silně připomínají spíše nedospělého jedince. Sviňuchy mají 7 krčních obratlů, z nichž hned několik srůstá v jeden kosterní útvar. Vedle 7 krčních obratlů mají 13–18 hrudních, 11–27 bederních a 28–49 ocasních obratlů.
Nezvyklým morfologickým znakem sviňuch s výjimkou sviňuchy běloploutvé jsou kožní hrbolky (tuberkule, lat. tuberculum) podél náběžné hrany hřbetní ploutve. Tyto hrbolky obvykle vyrůstají v několika řadách a objevují se již krátce po narození. Jsou přítomny dokonce i u rodu Neophocaena, jehož zástupci sice postrádají hřbetní ploutev, avšak hrbolky se objevují v místě, kde jiným druhům hřbetní ploutev vyrůstá. Funkce těchto hrbolků není jasná, může souviset s hydrodynamickou funkci. Neophocaena sp. jsou jediné sviňuchy s jasně viditelným melounem, který je vypouklý podobně jako u kulohlavců.

## Výskyt a stanoviště

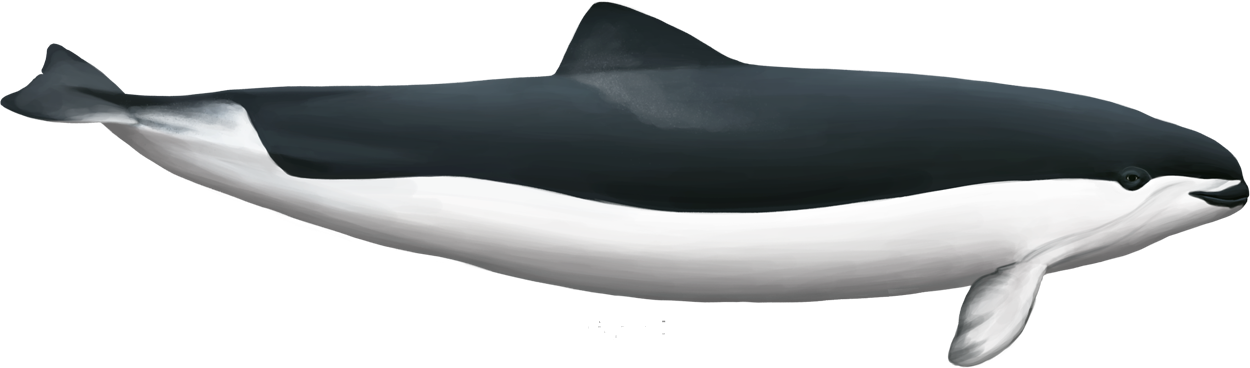
Sviňucha jižní (digitální kresba)

Sviňuchy se vyskytují v pobřežních vodách severního Atlantiku, západní části Indo-Pacifiku, severním Tichém oceánu, kolem Austrálie a Nového Zélandu a podél jižního pobřeží Jižní Ameriky. Sviňucha obecná se vyskytuje i v Černém a Egejském moři. Zvláštní případ představuje sviňucha Neophocaena asiaeorientalis subsp. asiaeorientalis, která je jediná sladkovodní sviňucha. Vyskytuje se pouze v povodí řeky Jang-c’-ťiang.
Většina druhů obývá mělké pobřežní vody, některé druhy se vyskytují i na otevřeném moři. Areály výskytu druhů se příliš nepřekrývají a maximálně lze na jedné lokaci zahlédnout dva druhy, takže pro jejich rozlišení v terénu lze typicky využít lokaci jejich výskytu.

## Biologie a ekologie

### Chování

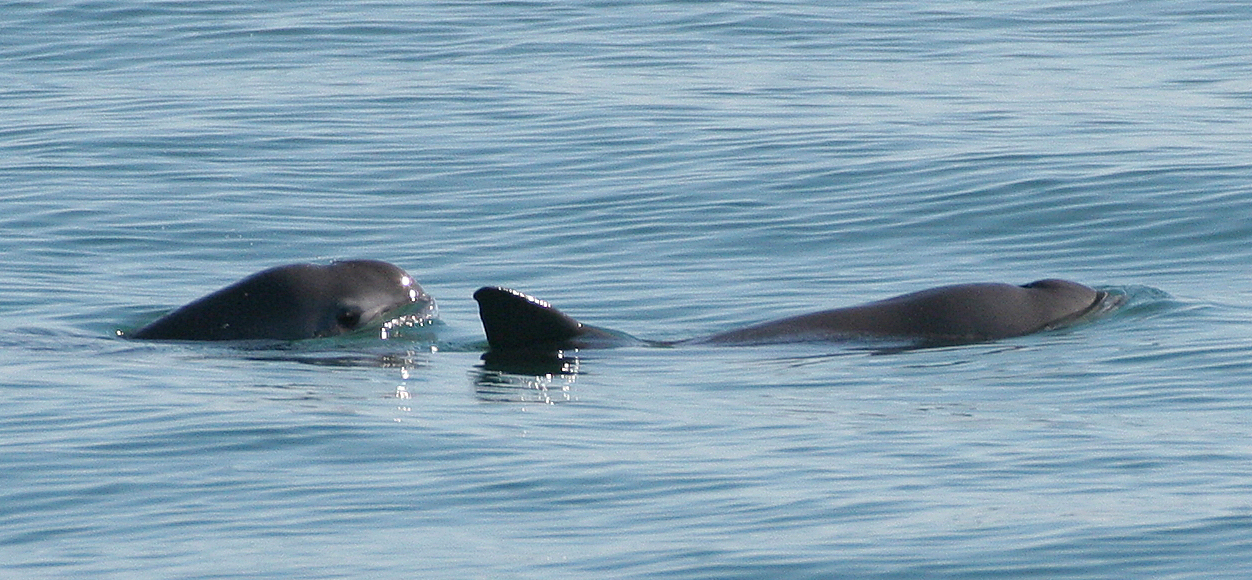
Sviňucha kalifornská podobně jako jiné druhy sviňuch vystrkuje nad hladinu jen část těla

Sviňuchy patří k méně známým kytovcům. O ekologii některých druhů, jako je sviňucha černá, jižní nebo kalifornská, je známo jen minimálně množství informací a i ty známé vědomosti jsou často založeny jen na jedincích uvíznutých na mělčině. Naopak k nejlépe prostudovaným druhům patří sviňucha obecná a Neophocaena sp. Studium sviňuch stěžuje i jejich plachá povaha. Typicky je u hladiny k vidění jen část jejich hřbetu, který se na okamžik objeví. Takřka nikdy nevyskakují nad hladinu moře tak, že odhalí celé tělo, což hlavně v terénu na dálku ztěžuje rozpoznat, že se vůbec jedná o sviňuchu. Výjimkou je sviňuchy běloploutvá, která se projíždí na vlnách za loděmi a produkuje výraznou výdechovou fontánu ze svého dýchacího otvoru. Ježdění na lodních vlnách se u sviňuchy běloploutvé patrně vyvinulo z ježdění ve vlnách za velkými kytovci.
Typické chování u hladiny sestává z několika nenápadných vystrčeních hřbetu, po kterém následuje ponoření. Během lovu se potápí na 1–4 minuty, při přeplouvání mezi lokacemi na 15–30 vteřin. U sviňuchy obecné byla naměřena průměrná hloubka ponorů kolem 14–41 m, nejvíce 226 m. Nejdelší ponor měl 5 minut a 21 vteřin. Sviňucha běloploutvá se může potopit až do 500m hloubek. Na krátkou vzdálenost dokáže vyvinutou rychlost až 54 km / h, pročež je považována za nejrychlejšího malého kytovce.
U sviňuchy obecné bylo zjištěno, že má kognitivní kontrolu na svým srdečním tepem, který dovede během ponorů snížit v průměru o 15–26 %. To by mohlo vysvětlovat, proč jsou někteří kytovci včetně sviňuch citliví na zvukové znečištění; pokud je jejich ponor náhle vyrušen neznámým nebo hlasitým zvukem, mohou zpanikařit a vynořit se až příliš rychle, což může mít za následek vznik dekompresní nemoci, která může skončit i smrtí, nebo může kytovce dezorientovat natolik, že u nich dojde k uvíznutí na mělčině. K predátorům sviňuch patří hlavně kosatka dravá a velké druhy žraloků. U nizozemského pobřeží byly zaznamenány i útoky tuleně kuželozubého na sviňuchy obecné.

### Socialita a rozmnožování

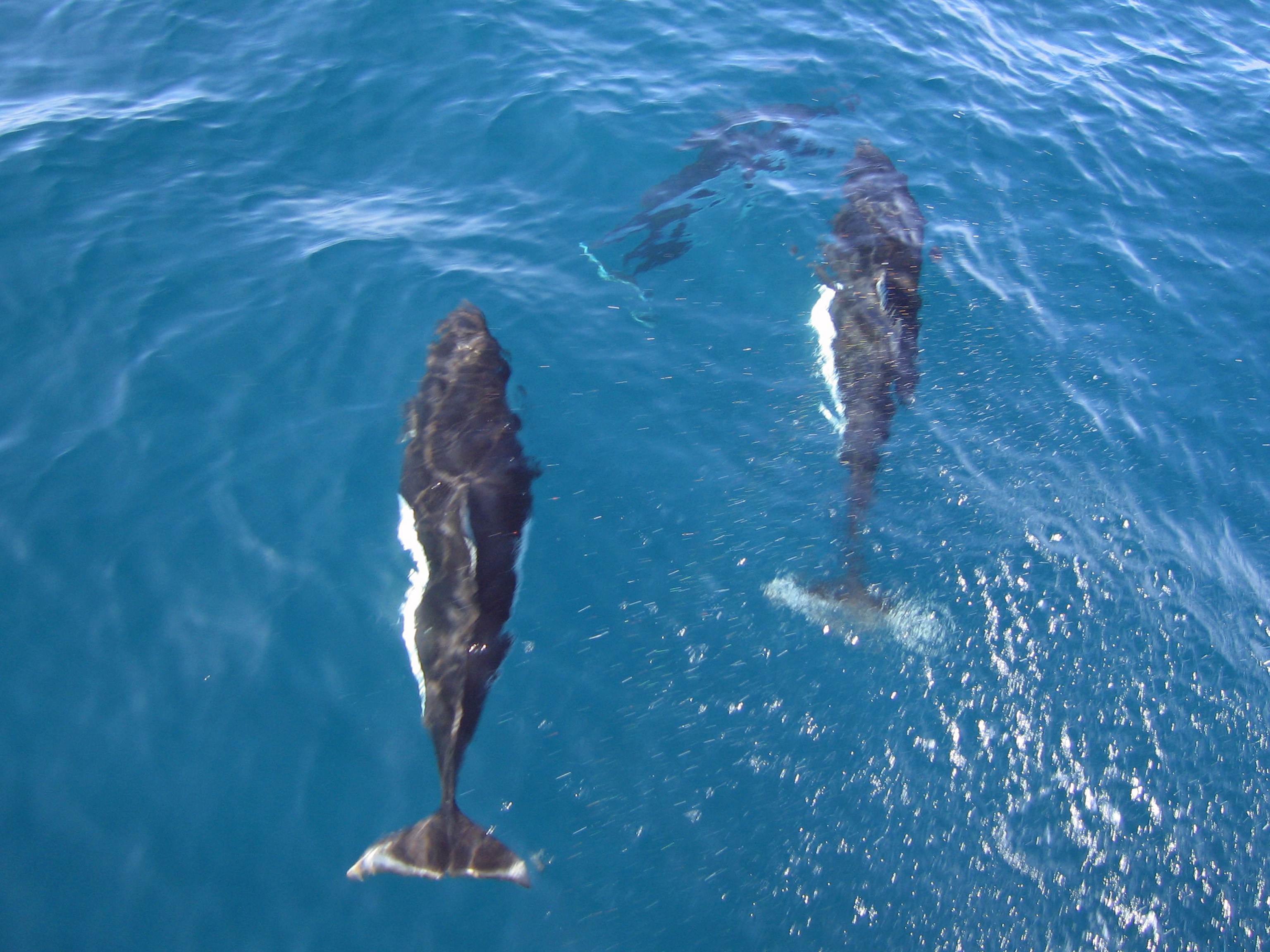
Skupinka sviňuch běloploutvých v severní Kalifornii

Sviňuchy se pohybují samostatně nebo v malých skupinách, což je jen jeden z dalších výrazných rozdílů oproti většině delfínovitých, kteří mohou formovat poměrně početná stáda. Samotářství sviňuch a relativně slabá sociální pouta jsou odvozována z přímých pozorování i z uvíznutí na mělčině, ke kterým u sviňuch typicky dochází samostatně (srv. s kulohlavci, kteří jsou vysoce sociální se silnými vazbami a často u nich dochází k masovým uvíznutím). Výjimečně byla pozorována velká stáda sviňuch o stovkách jedinců, avšak takováto uskupení nemívají dlouhého trvání. Socialita sviňuch je patrně značně flexibilní bez pevných, stálejších pout; čestnou výjimkou je pouze samice s mládětem.

Doba březosti se pohybuje kolem 11 měsíců. Jak již bylo zmíněno, sviňuchy jsou svým vzrůstem velmi malé, což není v chladných vodách, kde se vyskytují, ideální z hlediska jejich termoregulace. Potřeba větších těl se však odráží v růstu a dosažení pohlavní dospělosti, které svou rychlostí předčí leckteré delfínovité. Tak např. sviňucha obecná dosahuje pohlavní dospělosti již ve 3. roce života; delfín skákavý se v tomto věku stále pohybuje po boku své matky. Doba laktace se liší podle druhu, avšak nepřesahuje dva roky. Jak sviňucha běloploutvá, tak sviňucha obecná se mohou rozmnožovat dokonce každoročně, a samice jsou nezřídka březí v době, kdy ještě kojí. Běžně se však rozmnožují méně často. Sviňuchy se dožívají kolem 20 let. Nejstarší známá sviňucha obecná se v zajetí dožila 28 let.

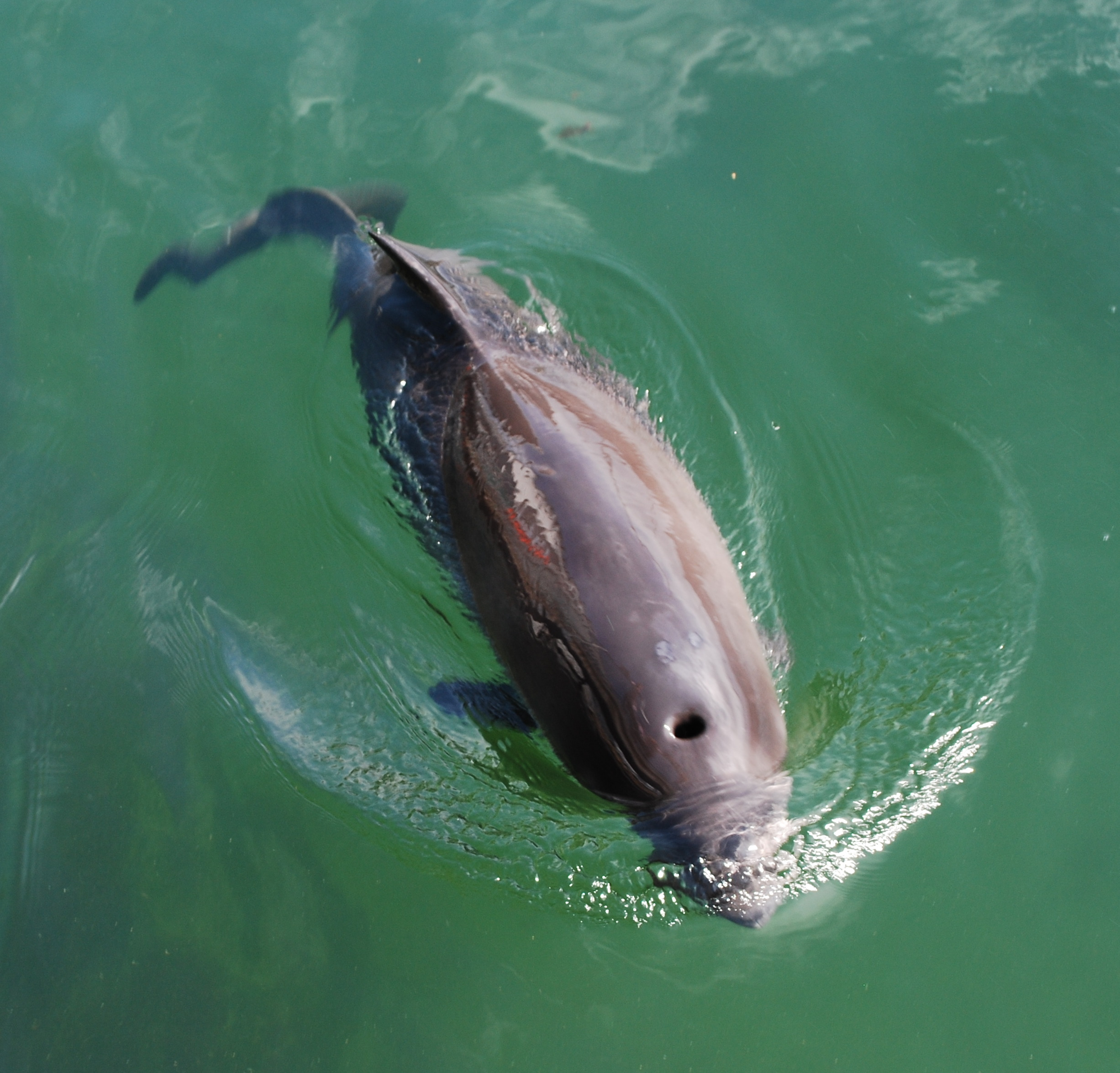
Sviňucha obecná s dobře patrným výdechovým otvorem

### Potrava
Jídelníček sviňuch se liší podle druhu a zahrnuje menší rybky, desetiramenatce i korýše. Zatímco většina pobřežních sviňuch jako sviňucha obecná nebo sviňucha černá požírají hlavně menší pelagické hejnovité rybky (ančovičky, sledě, huňáčky), sviňucha běloploutvá se živí hlavně mezopelagickými rybami. V případě, že hustota výskytu kořisti je malá, sviňuchy typicky loví samostatně, avšak při velké hustotě výskytu ryb mohou při lovu utvářet neforemná uskupení. Menší potravu požírají celou, větší kořist porcují zuby. Sviňucha černá sežere kolem 3–5 kg potravy denně, sviňucha běloploutvá 10–12 kg.
K hledání kořisti používají zrak a echolokaci. Zatímco nízkofrekvenční klikání sviňuchy obecné patrně slouží k sestavování kognitivního obrazu bezprostředního okolí, vysokofrekvenční zvuky jsou spojovány s hledáním a identifikací konkrétních předmětů včetně kořisti. Ostatní sviňuchy patrně vydávají podobné zvuky.

## Vztah k lidem
Sviňuchy patří k častým obyvatelům pobřežních oblastí, takže v řadě lokalit včetně severní Evropy anebo severní Ameriky patří sviňuchy k prvním kytovcům, které lidé zahlédnou z místního trajektu nebo dokonce i z pobřeží. Vzhledem k plaché povaze sviňuch je však k jejich pozorování nutná dávka trpělivosti a i trochu štěstí.

### Ohrožení

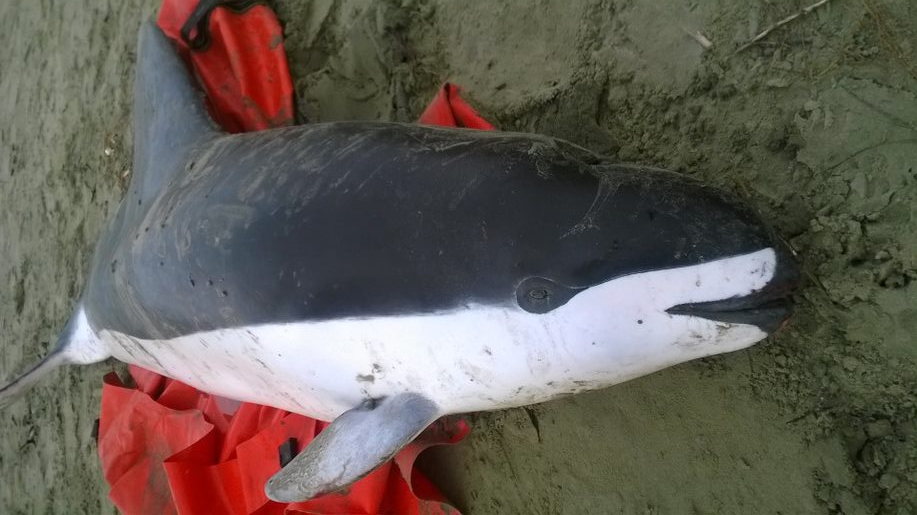
Sviňucha jižní vyplavená na pláží v novozélandském Dunedinu

Na všechny druhy sviňuch má neblahý vliv člověk a jeho aktivity. Míra tohoto vlivu se liší podle druhu. Tak například sviňuchy žijící v pobřežních vodách jsou neblaze ovlivněny změnami, degradací i destrukcí přirozených stanovišť. Snad nejvíce se podobná ohrožení projevují na populacích sviňuch z rodu Neophocaena, které trpí mj. odstraňováním sedimentů z pobřežního dna, rekultivací (zabíráním) pobřežních oblastí pro výstavbu, znečištěním a stále vzrůstajícími aktivitami v lodní dopravě. Neophocaena asiaeorientalis subsp. asiaeorientalis z Jang-c’-ťiang je již ohrožená. Na dramatický úbytek její populace má neblahý dopad rychlá industrializace oblasti způsobená přelidněním a neregulovaným rybářstvím. Všechny sviňuchy jsou totiž velmi náchylné k zamotání do rybářských sítí.

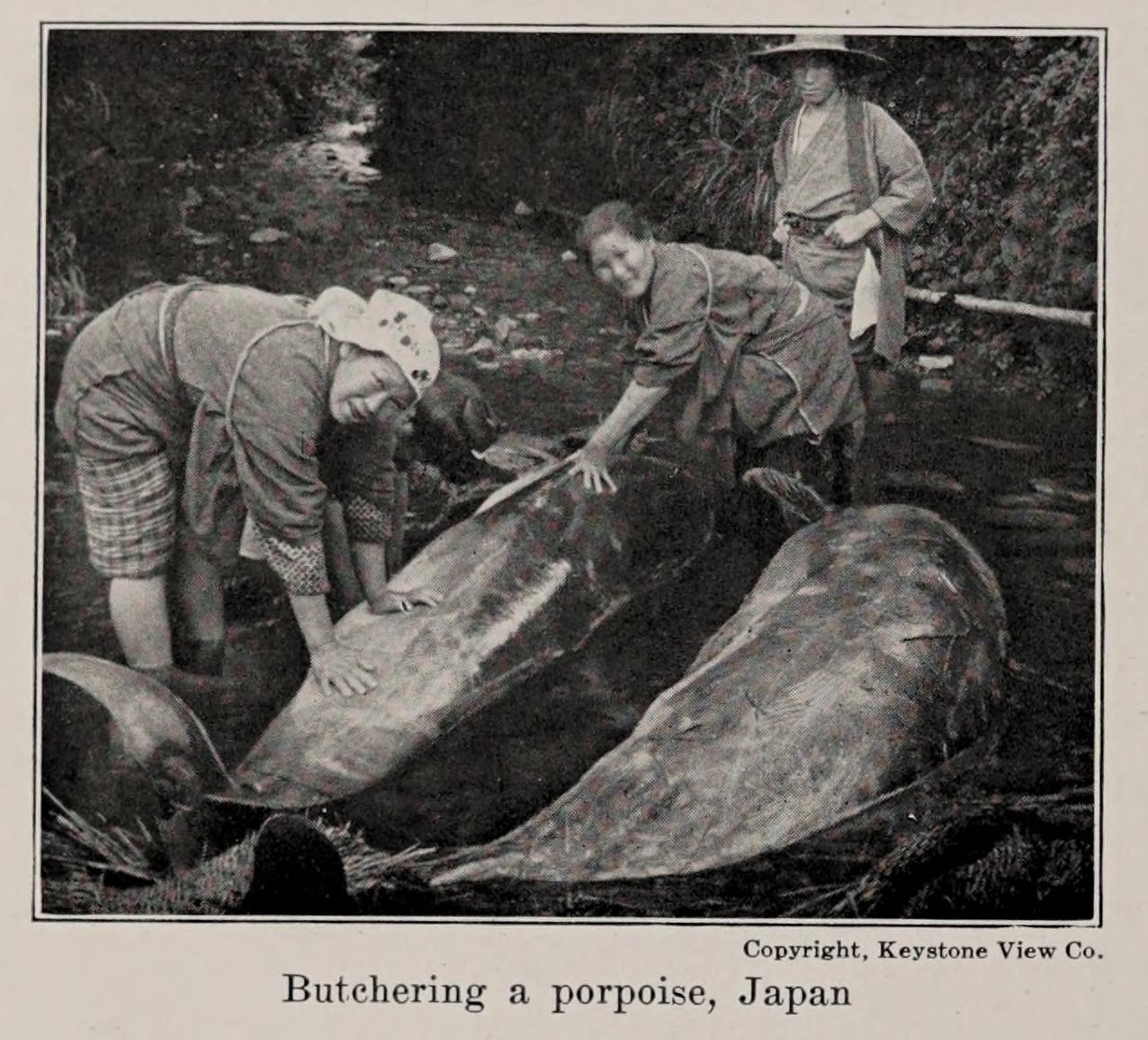
Porcování sviňuchy v Japonsku (1923)

Zdaleka největší nebezpečí představují tenatové sítě. Zamotání do tenatových sítí a nechtěné ulovení jsou hlavními důvody, proč je kriticky ohrožená sviňucha kalifornská, jejíž populace se již počítá v nižších desítkách. Antropogenní typy ohrožení se promítají i do tak rozšířené a početné sviňuchy, jako je sviňucha obecná, jejíž populace je sice hodnocena jako málo dotčená, avšak i jí se týká hrozba nechtěných úlovků, zamotání do sítí nebo např. vyloučení z určitých oblastí následkem zvukového znečištění. Zvláště se může jednat o zvuková zařízení používaná v oblasti lososích farem, jejímž cílem je zahánění ploutvonožců z oblasti, nebo hlučná vrtací zařízení používaná při hloubení děr pro sloupy větrných elektráren. Podobně jako ostatní mořští savci, i sviňuchy jsou náchylné na akumulaci těžkých kovů v těle a orgánech, které se do nich dostávají z potravy. Zmíněné typy lidských aktivit mohou vést i k uvíznutí na mělčině. U sviňuchy obecné byla již zaznamenána zvyšující se frekvence uvíznutí např. v Nizozemí a Irsku.

#### Lov

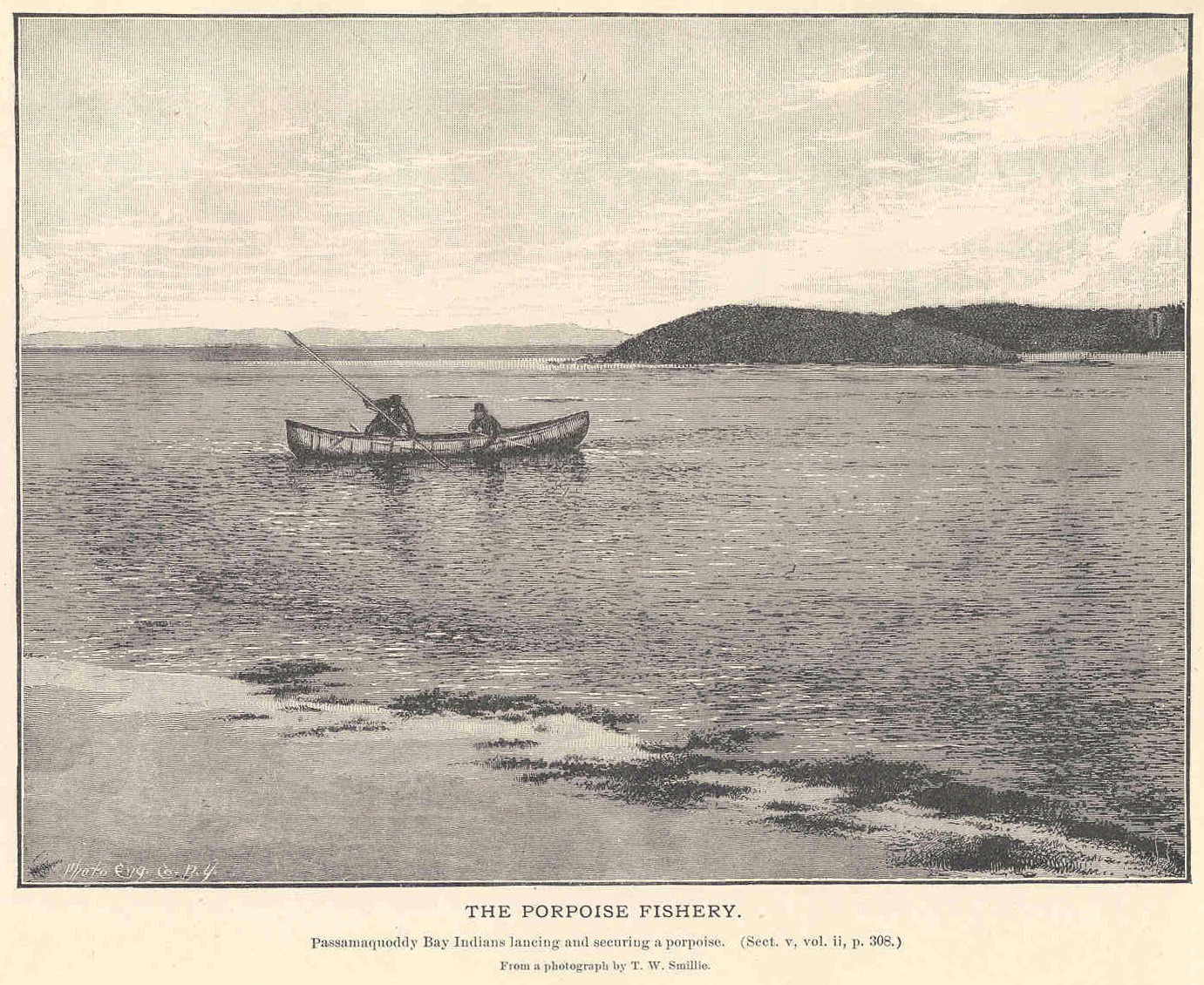
Domorodý lov sviňuchy v zálivu Passamaquoddy (v zálivu zálivu Fundy)

Řada druhů sviňuch je již po staletí lovena lidmi a některé druhy jsou místně stále loveny. Tak např. u pobřeží Dánska byly sviňuchy obecné loveny již od 14. století. Jen mezi lety 1834–1874 bylo každoročně uloveno kolem 1000 sviňuch obecných. Lov ustal až počátkem 20. století. Sviňuchu obecnou lovily i domorodé komunity Severní Ameriky, Islandu nebo Grónska. V moderních dobách se s lovem sviňuch obecných pokračuje v Grónsku a na Faerských ostrovech. Jen v Grónsku bylo mezi lety 1990–2017 každoročně odloveno 2200 sviňuch obecných, data z Faerských ostrovů chybí. Sviňucha běloploutvá je stále ve velkém harpunována v mořích severního Japonska. Rozsah tohoto lovu není zcela jasný. Sviňucha černá je lovena perskými rybáři, kteří místní sviňuchy harpunují na maso pro lidskou konzumaci nebo pro návnadu na ryby a žraloky, jako je žralok modrý nebo mako.

### Ochrana
S výjimkou sviňuchy kalifornské jsou všechny sviňuchy chráněny Bonnskou úmluvou. Sviňucha kalifornská, hladkohřbetá a Neophocaena asiaeorientalis jsou chráněny i v rámci CITES. Lokální ochranu poskytují i některé další smlouvy. Např. sviňucha obecná je ještě ochraňována v rámci Dohody o ochraně malých kytovců Baltského moře, severovýchodního Atlantiku, Irského moře a Severního moře (ASCOBANS) nebo Dohody o ochraně malých kytovců Černého a Středozemního moře a přilehlé oblasti Atlantiku (ACCOBAMS). Na ochraně Neophocaena asiaeorientalis subsp. asiaeorientalis pracují čínští vědci z Hydrobiologického institutu Akademie věd z Wu-chanu, přidružených institucí a Světového fondu na ochranu přírody. K ochranným opatřením poddruhu paří mj. vědecký výzkum, založení rezervací pro říční sviňuchy nebo podpora místních ekonomik na řece Jang-c’-ťiang, aby místní nebyli tolik závislí na rybolovu.

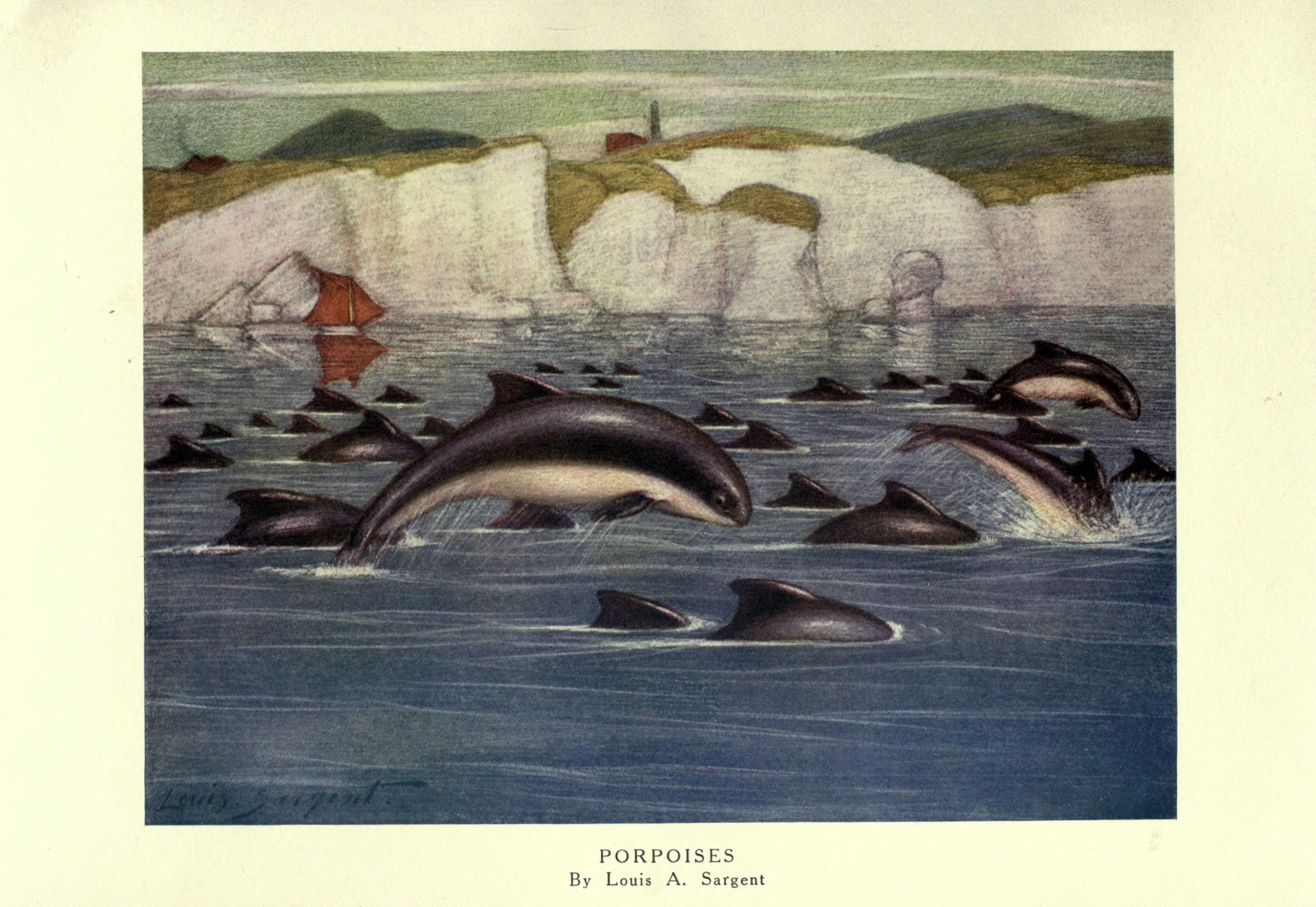
Kresba sviňuch (Louis Augustus Sargent, 1909)

Pro ochranu sviňuchy kalifornské před vyhynutím byla vytvořena Mezinárodní komise pro záchranu sviňuchy kalifornské (Comité Internacional para la Recuperación de la Vaquita; CIRVA) se sídlem v Mexiku. Jedním z velkých úspěchů v ochrany sviňuchy kalifornské byl oficiální úplný zákaz používání tenatových sítí v oblasti; ty jsou nicméně v Kalifornském zálivu používány nadále při lovu smuh MacDonaldových, jejichž plynové měchýře jsou vysoušeny a pašovány do Číny, kde jsou považovány za delikatesu. Přežití druhu proto závisí na potlačení těchto nelegálních aktivit.
Jedním z praktických ochranných opatření na ochranu sviňuch přímo v terénu je používání zvukových alarmů na odhánění sviňuch při rybolovu tenatovými sítěmi. V místech vysokého počtu nechtěných odlovů sviňuch jsou tato zařízení dokonce vyžadována.

### Chov v zajetí

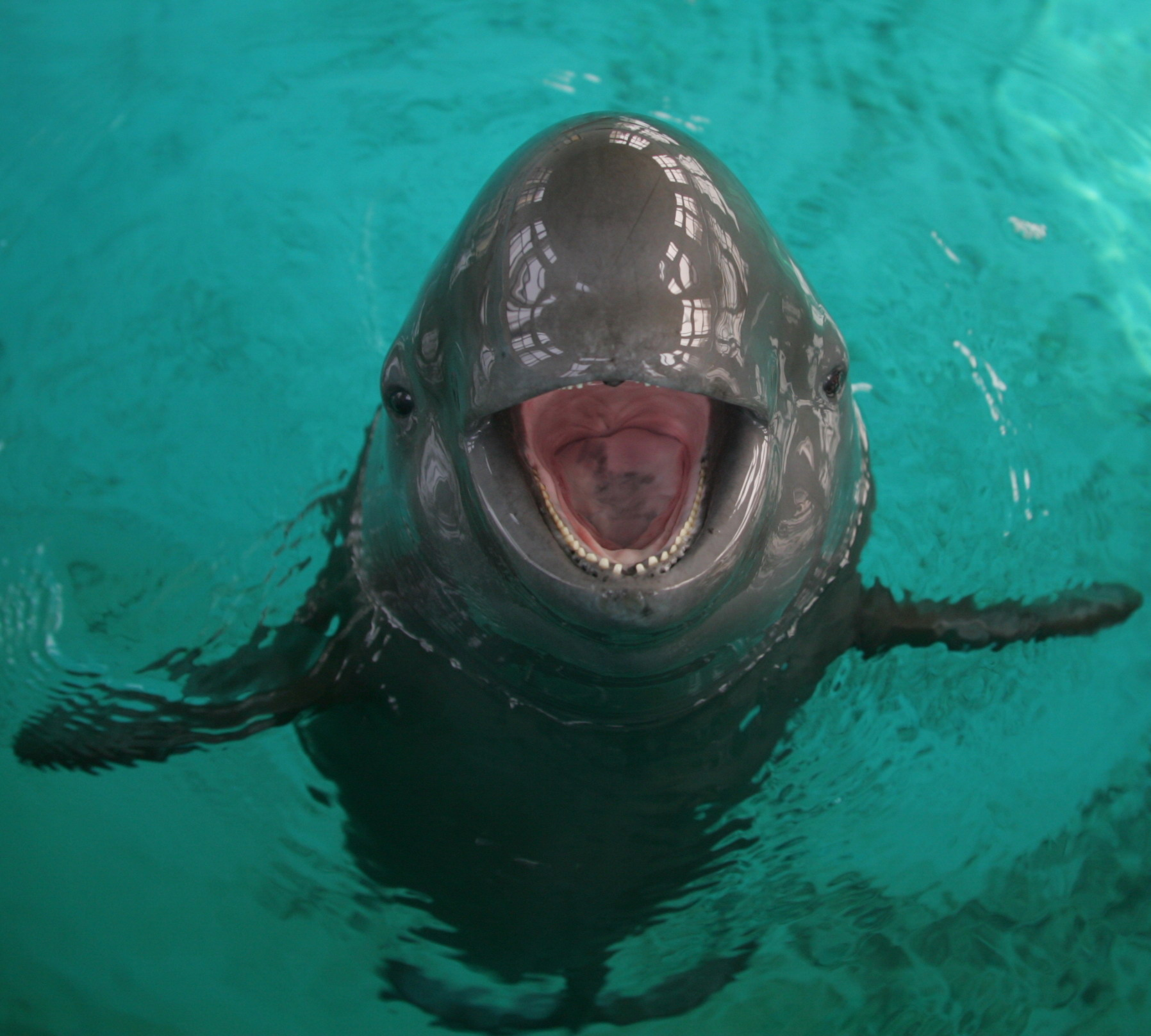
Neophocaena asiaeorientalis v hydrologickém institutu ve Wu-chanu

I když sviňuchovití nejsou chováni zdaleka tak často jako delfínovití, jejich chov není ojedinělý. První pokusy o chov sviňuchy obecné se datují snad již do 15. století, kdy se o jejich držení snažily evropské menažerie. Od konce 19. století, kdy se začala rozmáhat velká veřejně přístupná akvária, došlo k častějším chovům sviňuchy obecných. Typicky se jednalo o nechtěně ulovené jedince, kteří však nedokázali v zajetí přežít příliš dlouho. Z asi 150 známých případů chovu sviňuch obecných jen kolem 20 z nich bylo cíleně odchyceno pro držení v zajetí; v ostatních případech se jednalo o nechtěné odchyty. Historicky největším chovatelem sviňuch obecných je Dánsko, kde bylo pro vědecké účely do zajetí vzato již kolem stovky sviňuch obecných. Asi polovina z nich zemřela do měsíce a k roku 1984 nejdéle žijící jedinec zemřel ve věku 14 měsíců. K historicky prvnímu narození mláděte sviňuchy obecné, které bylo i počato v zajetí, došlo v roce 2007 v Nizozemí, v roce 2009 se narodilo mládě i v Dánsku. Ve Vancouverském akváriu v Kanadě byla v letech 2008–2017 držena samice sviňuchy obecné, samec byl chován v letech 2011–2016. V obou případech byly sviňuchy vzaty do zajetí poté, co došlo k jejich uvíznutí na mělčině.

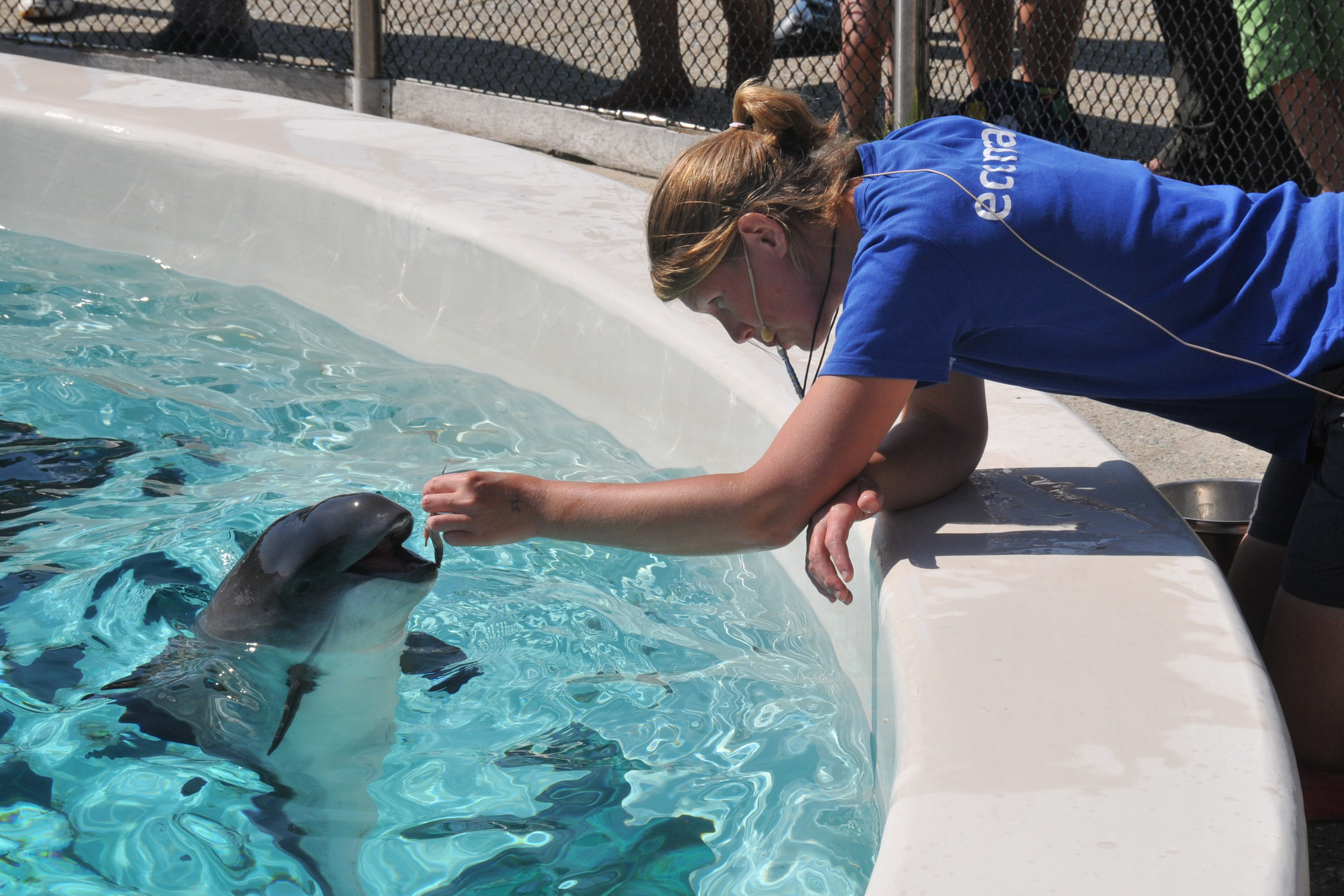
Sviňucha obecná v nizozemském akváriu Ecomare

Neophocaena asiaeorientalis subsp. sunameri se docela běžně chová v Japonsku. V roce 1984 se uvádělo, že v Japonsku bylo chováno 94 sviňuch. K roce 1986 tři japonská zařízení sviňuchy dokonce rozmnožovaly a bylo zaznamenáno 5 narození v zajetí. Tři mláďata zemřely krátce po porodu a jen dvě se dožila věku několika let. Sviňucha Neophocaena asiaeorientalis subsp. asiaeorientalis je chována ve třech zařízeních v Číně – v semi-přírodních rezervacích ve dvou meandrech řeky Jang-c’-ťiang a v delfináriu Baidži ve Wu-chanu. V roce 2005 se ve Wu-Chanu po 9 letech chovu narodilo první mládě.
Jeden z posledních zoufalých pokusů zachránit sviňuchu kalifornskou od vyhynutí si kladl za cíl založení populace této sviňuchy v zajetí, kde by mohlo dojít k odchovům. V roce 2017 bylo odchyceno mládě, které však brzy po odchytu začalo vykazovat takovou míru stresu, že bylo brzy propuštěno. Nedlouho nato došlo k odchytu samice, která brzy na to zemřela, a program tak byl zastaven.
V zajetí bylo chováno i několik sviňuch běloploutvých. Poprvé se tak stalo v roce 1956, kdy byl jedinec nechtěně odchycen u kalifornského pobřeží a vzat do floridského Marinelandu, kde zemřel krátce po převozu. Neblaze skončily i další pokusy o chov sviňuch běloploutvých v zajetí – tito kytovci typicky zemřeli do několika dní po převozu. Sviňucha jižní byla vzata do zajetí pouze jednou, a sice v Austrálii v roce 1967; i ta zemřela krátce po převozu. Podobně i sviňucha černá byla vzata do zajetí pouze jednou; přežila 9 dní.